# Rivière à Veillet
Rivière à Veillet är ett vattendrag i Kanada.   Det ligger i provinsen Québec, i den sydöstra delen av landet, 290 km öster om huvudstaden Ottawa.
Trakten runt Rivière à Veillet består till största delen av jordbruksmark. Runt Rivière à Veillet är det ganska glesbefolkat, med 25 invånare per kvadratkilometer.